# Privatkundenlogistik
Die Privatkundenlogistik (englisch B2C Logistics) bezieht sich auf die Auslieferung von Waren an den Endkunden und entwickelte sich aus den logistischen Anforderungen des Versandhandels. 
Die Logistik für Privatkunden unterliegt eigenen Gesetzmäßigkeiten.
Im Gegensatz zur Warenübergabe in Geschäften kann bei der Zustellung in Wohnungen nicht davon ausgegangen werden, dass grundsätzlich jemand zu Hause ist, um die Ware anzunehmen. Daher ist die Avisierung, die vorherige Terminvereinbarung mit dem Empfänger, eine Mindestanforderung in der Privatkundenlogistik. 
Ein weiterer Grundbaustein der Privatkundenlogistik ist die Anlieferung frei Verwendungsstelle. Im Gegensatz zur speditionsüblichen Anlieferung frei Haus wird die Ware vom Anlieferer an den Ort der Nutzung bzw. Verwendung gebracht.
Bei der Auslieferung von sperrigen Gütern oder Möbeln ist die Zustellung mit 2 Mann üblich. Ebenfalls verbreitet sind Dienstleistungen wie Möbelmontage, Verpackungsrücknahme sowie das Einziehen von Nachnahmegebühren. Aufgrund des 14-tägigen Rückgaberechts im Versandhandel bietet die Privatkundenlogistik häufig auch das Retourenmanagement an.